# Discolampa
Discolampa is een geslacht van vlinders uit de familie van de Lycaenidae  (kleine pages, vuurvlinders en blauwtjes). De soorten van dit geslacht komen voor in het Oriëntaals gebied en Nieuw-Guinea.

## Soorten
- D. albula (Grose-Smith, 1897)
- D. ethion (Westwood, 1851)
- D. ilissus (C. & R. Felder, 1859)